# Limnoria zinovae
Limnoria zinovae är en kräftdjursart som först beskrevs av Oleg Grigor'evich Kussakin 1963.  Limnoria zinovae ingår i släktet Limnoria och familjen borrgråsuggor. Inga underarter finns listade i Catalogue of Life.